# Le Mesnil-Esnard
Le Mesnil-Esnard település Franciaországban, Seine-Maritime megyében. Lakosainak száma 7998 fő (2022. január 1.). Le Mesnil-Esnard Bonsecours, Amfreville-la-Mi-Voie, Belbeuf, Franqueville-Saint-Pierre, Saint-Aubin-Épinay és Saint-Léger-du-Bourg-Denis községekkel határos.

## Népesség
A település népességének változása:
| Lakosok száma | 7698 | 7949 | 8382 | 7967 | 7927 | 7886 | 7925 | 7980 | 7998 |
|               | 2013 | 2015 | 2016 | 2017 | 2018 | 2019 | 2020 | 2021 | 2022 |